# Grønlands hvide guld
Grønlands hvide guld er en meget omdiskuteret dansk dokumentarfilm fra 2025, der blev sendt på DR i februar 2025. Filmen handlede om kryolitminen i Ivittuut i Sydgrønland, hvorfra der fra 1854 til 1987 blev udskibet en betydelig mængde kryolit - titlens "hvide guld".
Filmen blev offentliggjort under valgkampen op til parlamentsvalget i Grønland 2025, hvor forholdet mellem Grønland og Danmark var et stort emne, og vakte stor opmærksomhed med sit udsagn om, at Danmarks gevinst ved kryolit-udvindingen kunne være så stor som 400 mia. kr. omregnet til 2025-kroner. Filmen blev imidlertid mødt med stærk kritik fra en række danske politikere og økonomer, som mente, at dette budskab var misvisende, fordi de 400 mia. kr. var et udtryk for kryolitselskabernes omsætning og ikke ejernes fortjeneste ved udvindingen. DR iværksatte en intern undersøgelse af dokumentarens tilblivelsesproces. Som et resultat af undersøgelsen besluttede institutionen den 19. februar 2025 helt at trække filmen tilbage og fjerne den fra DRTV, 10 dage efter, at den var blevet sendt på DR1.

## Produktionsoplysninger
Filmen blev produceret af Michael Bévort for Wintertales og co-produceret med produktionsselskabet Human Film fra Aarhus med støtte fra Den Vestdanske Filmpulje.
Filmens instruktører var Claus Pilehave og Otto Rosing. Den fik premiere i kulturhuset Katuaq i Nuuk 8. februar 2025 og på DR1 og DRTV dagen efter. Den varer 55 minutter.

## Medvirkende
- Naja Dyrendom Graugaard - forsker i de koloniale forhold mellem Danmark og Grønland, har dansk-grønlandsk baggrund
- Marie-Louise Skov Jensen - researcher
- Lars-Emil Johansen - grønlandsk tidligere politiker, landsstyreformand og formand for Siumut
- Múte B. Egede - grønlandsk politiker, landsstyreformand og formand for IA.
- Peter Barfoed - arkitekt, opvokset i Grønland
- Peter Schmidt Hansen - tidligere direktør for Kryolitselskabet Øresund
- Torben M. Andersen - økonomiprofessor ved Aarhus Universitet, formand for Grønlands Økonomiske Råd
- Lise Lyck - lektor emerita ved Copenhagen Business School, rejsende i Grønland siden 1973[3]
- Arindam Banerjee - professor i økonomi og kolonialisme ved BML Munjal University
- Daniel Thorleifsen - direktør for Grønlands Nationalmuseum og Arkiv

## Indhold
Filmen følger Graugaard og Jensen, der forsøger at undersøge den grønlandske kryolitmines historie og betydning, ikke mindst økonomisk. Graugaard taler med grønlandske politikere, historikere og almindelige grønlændere om livet i og omkring Ivittuut, og Jensen forsøger i blandt andet Rigsarkivet at få overblik over minedriftens økonomiske forhold og diskuterer tallene med forskellige økonomer. 
Filmens researcher kommer frem til, at selskaberne, der udvandt kryolitten, med en vis usikkerhed har haft en omsætning i størrelsesordenen 400 mia. kr. omregnet til nutidsværdi i 2025 (deflateret med et bruttoværditilvækst-indeks). Derudover blev der gennem mere end 100 år solgt store mængder rå kryolit til det amerikanske selskab Pennsalt, som forarbejdede det til det amerikanske marked. Pennsalts regnskaber indgår ikke i filmen, men det skønnes ud fra de solgte mængder, at Pennsalts omsætning også var i størrelsesordenen 400 mia. kr. omregnet til nutidsværdi.
I filmen diskuteres det efterfølgende, om dette omsætningstal på 400 mia. kr. repræsenterer et rimeligt skøn for, hvilken økonomisk gevinst Danmark har fået ud af minedriften og dermed overherredømmet over Grønland i kolonitiden. Det diskuteres også, om tallet kan sammenlignes med den tilsvarende nutidsværdi for den danske stats udgifter til landet, blandt andet i form af bloktilskud til Grønland, fra 1854 og frem til filmens produktionstidspunkt. Statens udgifter oplyses at udgøre ca. 685 mia. kr., omregnet til nutidsværdi i 2025 på samme måde. Torben M. Andersen anfører, at de to tal ikke kan sammenlignes, fordi tallet for bloktilskuddet er et nettotal, som angiver en ren udgift fra den danske stats side, mens minevirksomhedernes omsætning er et bruttotal, hvor omkostningerne ved minedriften ikke er fratrukket. I dokumentarfilmen interviewes efterfølgende Arindam Banerjee, der er professor i økonomi og kolonialisme ved BML Munjal University i Indien. Han mener omvendt, at de 400 mia. kr. godt kan opfattes som Danmarks direkte indtjening på kryolithandlen fordi de afholdte omkostninger blev betalt til danske firmaer og dansk arbejdskraft.

## Sammenhæng
Dokumentarfilmen og dens udsendelsesdato i februar 2025 var blevet planlagt flere år i forvejen, men vakte særlig stor opmærksomhed, fordi den kom i kølvandet på den diplomatiske krise mellem USA og Danmark som følge af præsident Trumps ønske om at erhverve Grønland og midt under den grønlandske valgkamp i forbindelse med parlamentsvalget i Grønland 2025.

## Efterfølgende debat
Filmen blev umiddelbart positivt anmeldt flere steder. Kristian Ditlev Jensen i Filmmagasinet Ekko og Nanna Frank Rasmussen i dagbladet Politiken gav den henholdsvis fem stjerner og fire hjerter ud af seks og mente, at der var tale om en øjenåbnende dokumentar om et vigtigt emne.
Filmen og dens angivelige budskab om den danske gevinst på kryolitten vakte meget stor opsigt i Grønland og Danmark. Den grønlandske regeringschef Múte Bourup Egede mente, at filmen gjorde det relevant at stille spørgsmålet om, hvad Danmark ville have været uden Grønland, og flere andre grønlandske politikere var stærkt utilfredse med filmens angivelige resultat.
Dokumentarfilmen blev imidlertid også udsat for skarp kritik af en række politikere, kommentatorer, interessenter og økonomer, som mente, at beløbet på 400 mia. kr. var misvisende som et udtryk for Danmarks gevinst ved kryolitforetagendet. Torben M. Andersen, der medvirkede i udsendelsen, uddybede, at tallet udtrykte foretagendets samlede omsætning, som ikke kan sættes lig med indtjeningen, fordi udgifterne ved produktionen ikke var blevet trukket fra. Det samme gav den tidligere sundhedsprofessor Kjeld Møller Pedersen udtryk for i en kronik i Jyllands-Posten. Den danske overvismand, økonomiprofessor Carl-Johan Dalgaard, sagde, at han mente, at man i stedet for omsætningen skulle have beregnet værditilvæksten fra kryolitudvindingen. Baseret på en tommelfingerregel om, at værditilvæksten i gennemsnit udgør omkring halvdelen af omsætningen, skrev Dalgaard, at fortjenesten ved minedriften snarere havde været 200 end 400 milliarder og måske et endnu lavere beløb. Den tidligere direktør for kryolitselskabet Peter Schmidt Hansen mente, at det korrekte tal for nutidsværdien af Danmarks fortjeneste ved hele kryolitudvindingen i stedet for 400 svarede til 15-17 mia. kr.
Omvendt forsvarede tidligere lektor ved Copenhagen Business School Lise Lyck, der også havde medvirket i dokumentaren, tallet på 400 mia. kr. og fortalte i et interview, at det internationalt var en standard-fremgangsmåde, at hvis man skulle opgøre den samfundsmæssige værditilvækst ved aktiviteter, som en kolonimagt foretager i en af sine kolonier, skal man tage udgangspunkt i omsætningen og se, hvordan dens udmøntning var fordelt geografisk på kolonimagten og kolonien. Da alle udgifterne ved kryolitudvindingen tilfaldt danske lønmodtagere og virksomheder, mente hun derfor, at de 400 mia. kr. var et retvisende tal for Danmarks samfundsøkonomiske værditilvækst og dermed gevinst ved udvindingen.
DR's dokumentarchef svarede på kritikken af udsendelsen, at det fremgik af dokumentaren, at "... beregningerne ikke er et entydigt facit ligesom det også fremgår, at der er usikkerhed og uenighed om beregningerne blandt økonomer og forskere. Der er ligeledes uenighed om, hvordan man bedst ser på den værdi en kolonimagt fjerner fra en koloni."
12. februar, imens debatten stadig var i gang, krævede politikere fra Liberal Alliance og Dansk Folkeparti tilbagetrækning af dokumentaren og fyringer i DR. Desuden indkaldte de to partier og Det Konservative Folkeparti kulturminister Jakob Engel-Schmidt til samråd om sagen.
Efter den hårde kritik besluttede DR at igangsætte en undersøgelse af tilblivelsesprocessen omkring dokumentaren og mere generelt af eksternt producerede dokumentarfilm. Den 18. februar ændrede DR i programbeskrivelsen på DRTV, hvor institutionen blandt andet indrømmede, at "Det samlede resultat og indtryk i dokumentaren er skævt", og at "DR burde have gjort endnu tydeligere opmærksom på adskillelsen af de økonomiske begreber og haft yderligere økonomiske fagfolk til at give perspektiver på forståelsen af værdiskabelse for at sikre de nuancer, der var meningen med dokumentaren".

## Dokumentaren trækkes tilbage af DR
Den 19. februar 2025 meddelte DR, at institutionen helt trak dokumentaren tilbage og fjernede den fra DRTV. Samtidig blev chefredaktøren for DR Nyheder Thomas Falbe afskediget med øjeblikkelig virkning. Det skyldtes nye oplysninger i sagen, nemlig at nogle af interviewene i dokumentaren var blevet foretaget på baggrund af et diagram over de økonomiske konsekvenser, som deltagerne blev præsenteret for. Diagrammet var imidlertid efterfølgende blevet fjernet fra dokumentaren, inden den blev offentliggjort, men interviewene var blevet bragt alligevel. Selvom de interviewede personer var blevet orienteret og havde accepteret, at deres udtalelser stadig kunne bringes i udsendelsen, udtalte DR's nyhedsdirektør Sandy French, at man skulle kunne stole på, at de viste udtalelser var retvisende i den sammenhæng, de blev bragt i.
Tilbagetrækningen medførte omvendt ny kritik, især fra nordatlantiske mediefolk. Den grønlandske brancheforening for filmfolk Film.gl og den tilsvarende færøske forening Føroysk Filmsfólk mente, at der var tale om en voldsom overreaktion, der kunne minde om censur. Masaana Egede, chefredaktør for Grønlands største mediehus Sermitsiaq, fortalte, at tilbagetrækningen havde skabt en voldsom modreaktion i Grønland, hvor mange var frustrerede over, at man i Danmark alene fokuserede på et enkelt tal og ikke fortællingen i øvrigt om, hvad minedriften havde betydet for henholdsvis danskere og grønlændere. Efterfølgende udsendte de grønlandske journalister i Medieforbundet i Grønland (TP) en fælles udtalelse, hvor de frygtede, at DR var bukket under for politisk pres og opfordrede til at genoverveje beslutningen. Også DR's tidligere generaldirektør Christian Nissen kritiserede beslutningen om at afpublicere dokumentaren, men mente, at man i stedet skulle have lavet en form for disclaimer, klippet den ind og fortsat vist filmen, så befolkningen kunne se den ved selvsyn i den fortsatte diskussion.
Efter tilbagetrækningen er filmen gjort tilgængelig online af International Sami Film Institute via streamingtjenesten Sapmifilm, hvor den kan ses i Norge, Tyskland, Sverige, Finland og Canada, men på grund af DR's rettigheder ikke kan ses i Grønland, Danmark og på Færøerne. Den er i Danmark tilgængelig for visning på festivaler og i biografer samt som undervisningsmiddel.